# Henry Freydenberg
Henry (Henri) Freydenberg (* 14. Dezember 1876 im 10. Arrondissement, Paris; † 20. August 1975 im 14. Arrondissement, Paris) war ein französischer Offizier und zuletzt Général de corps d'armée des Heeres (Armée de terre), der im Zweiten Weltkrieg unter anderem 1940 Oberbefehlshaber der 2. Armee (2e Armée) war.

## Leben
Henry (Henri) Freydenberg absolvierte eine Offiziersausbildung und war nach deren Abschluss zunächst Offizier der Marineinfanterie  (Infanterie de marine) sowie danach der Kolonialinfanterie (Infanterie coloniale) des Korps der Kolonialtruppen (Corps d’armée colonial). Danach fand er zahlreiche Verwendungen als Offizier und wurde als Lieutenant im 23. Kolonialinfanterie-Regimen am 30. Dezember 1902 Ritter der Ehrenlegion. Er absolvierte ein Studium an der Universität von Paris und schloss dort 1908 seine Promotion zum Doktor der Naturwissenschaften mit der Dissertation Le Tchad et le bassin du Chari ab. Nach weiteren Verwendungen war er im Ersten Weltkrieg unter anderem Lieutenant-colonel sowie Chef des Stabes der Gruppe einer Infanteriedivision und wurde in dieser Funktion am 11. Juli 1918 Offizier der Ehrenlegion. In der Zwischenkriegszeit wurde er als Colonel in der Region Gaza am 29. Dezember 1923 Kommandeur der Ehrenlegion.
Freydenberg nahm an der sogenannten „Campagne du Maroc“ teil, einer Reihe von 1907 bis 1934 dauernden Einsätzen in Französisch-Marokko, und war zwischen dem 24. September 1924 und dem 6. Juli 1929 Kommandant von Meknès in Französisch-Marokko, wobei er in dieser Funktion am 22. September 1925 zum Général de brigade befördert wurde. Er war danach vom 6. Juli 1929 bis zum 6. März 1931 Kommandeur der 1. Senegalesischen Kolonialinfanterie-Division (1re Division d’infanterie coloniale sénégalaise) und erhielt in dieser Verwendung am 31. August 1929 auch seine Beförderung zum Général de division. Er übernahm zwischen dem 6. März 1931 und dem 3. März 1933 den Posten als Oberkommandierender der Truppen in Französisch-Westafrika. Nachdem er sich vom 18. Oktober bis zum 12. Dezember 1933 zur besonderen Verfügung befand, wurde er am 12. Dezember 1933 zum Général de corps d’armée befördert und fungierte daraufhin vom 12. Dezember 1933 bis zum 14. Dezember 1938 als Kommandierender General des Korps der Kolonialtruppen (Corps d’armée colonial). Für seine Verdienste wurde er am 5. Juli 1934 zum Großoffizier der Ehrenlegion ernannt und trat am 14. Dezember 1938 in den Ruhestand.
Mit Beginn des Zweiten Weltkrieges wurde Generalleutnant Henry Freydenberg am 2. September 1939 in den aktiven Militärdienst zurückberufen und übernahm vom 2. September 1939 bis zu seiner Ablösung durch General Émile Jean Gabriel Carlès am 5. Juni 1940 erneut den Posten als Kommandierender General des Korps der Kolonialtruppen. Für seine militärischen Verdienste in dieser Zeit wurde ihm am 31. Dezember 1939 Großkreuz der Ehrenlegion verliehen. Er selbst löste daraufhin am 5. Juni 1940 General Charles Huntziger als Oberbefehlshaber der 2. Armee (2e Armée) ab und hatte diesen Posten bis zum 31. Juli 1940 inne, woraufhin er endgültig in den Ruhestand trat.

## Veröffentlichung
- Le Tchad et le bassin du Chari, Dissertation, Universität von Paris, 1908